# Villa Santa Inés

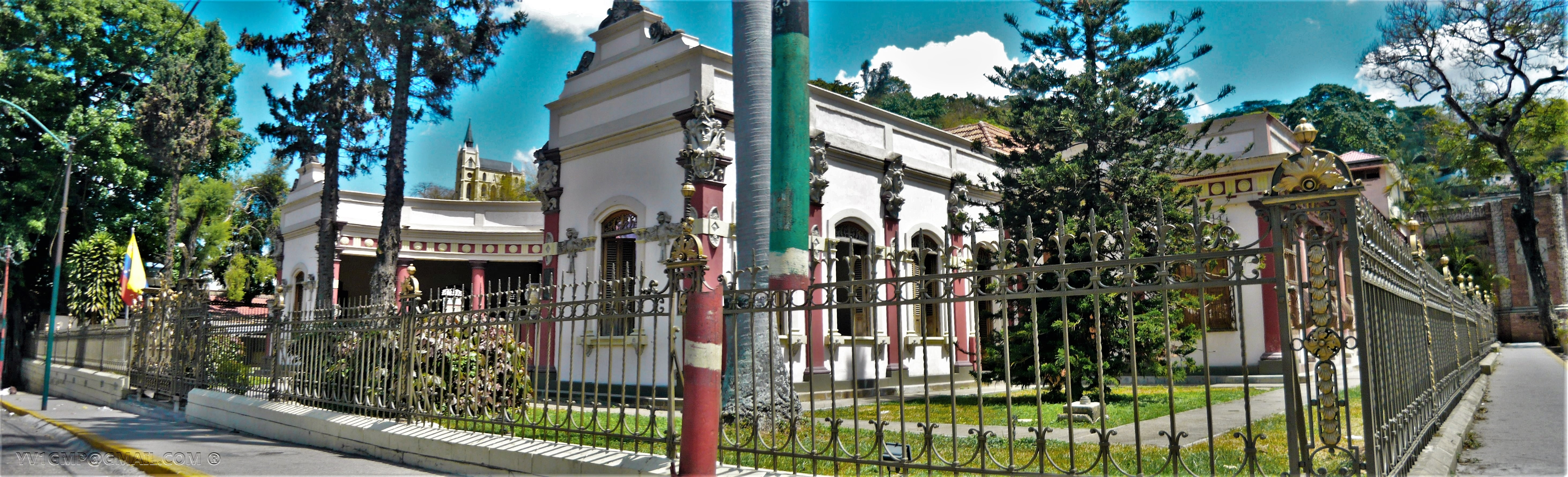
Villa Santa Inés.

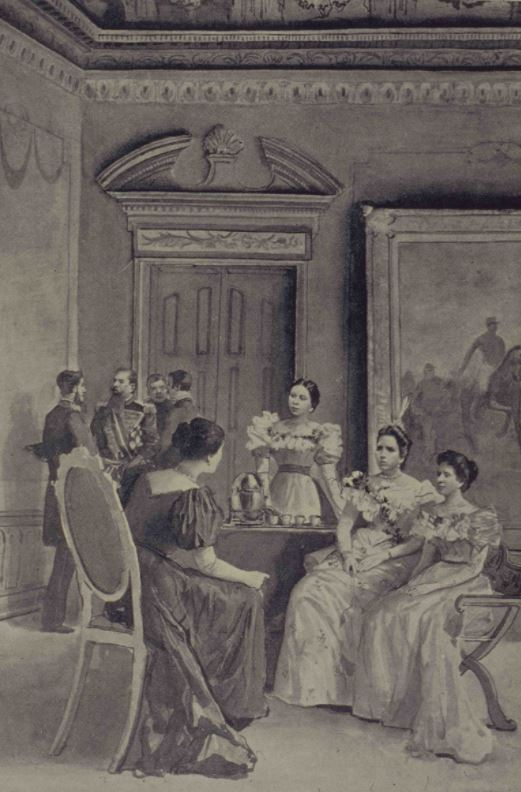
Escena familiar de los Crespo en Santa Inés.

Villa Santa Inés es una edificación ubicada en la ciudad de Caracas, parroquia 23 de enero, construida   en 1885 por órdenes del General Joaquín Crespo, quien fuera presidente de Venezuela entre 1884-1886, y 1892-1898. Crespo le dio el nombre de Santa Inés en homenaje a la batalla librada por Ezequiel Zamora en 1859. 
Entre los usos que se le dieron a la Villa Santa Inés, desde su construcción en 1885, destaca haber sido la residencia particular de Joaquín Crespo hasta 1898, año en que muere; no obstante continuó siendo residencia de la familia Crespo hasta 1907. Concebida como una construcción de gran lujo y suntuosidad, esta edificación introduce en el país el tipo de villa europeo, aislada y rodeada de jardines. En ella se integran las obras de los mejores artistas plásticos de la época. Pintores venezolanos como Martín Tovar y Tovar, Arturo Michelena, Antonio Herrera Toro y Emilio Mauri realizaron obras de gran formato para el general Crespo. En la Villa Santa Inés se sintetizan además, los valores conceptuales, estilísticos, arquitectónicos y espaciales de las construcciones típicamente academicistas del período. Al tiempo que se observa la relevancia otorgada a la incorporación del arte en la arquitectura. 
Desde 1993 funciona en sus espacios la sede del Instituto de Patrimonio Cultural de Venezuela, en 1970 fue declarada Monumento Histórico Nacional, reconociendo de esa forma los valores arquitectónicos, artísticos e históricos que se conjugan en sus espacios.